# Championnats du monde de judo 2018
Navigation
Édition précédente Édition suivante
Les championnats du monde de judo 2018, trente-sixième édition des championnats du monde de judo, ont lieu du 20 au 27 septembre 2018 à Bakou en Azerbaïdjan.

## Bilan et faits marquants
Comme depuis 1987, le Japon reste la première nation mondiale.
Le Japon, voit un seul de ses combattants, Aaron Wolf, champion du monde lors de l'édition précédente, ne pas remporter de médaille en terminant cinquième. Le Japon remporte seize médailles dans les compétitions individuelles, dont sept titres, la famille Abe remportant les titres des moins de 52 kg par Uta Abe et son frère Hifumi Abe le titre en moins de 66 kg. Le Japon remporte en plus la compétition par équipe mixte.
La Corée du Sud remporte deux titres chez les hommes, pour un total de trois médailles. La France, avec un bilan de quatre médailles individuelles et l'argent par équipe, termine troisième avec un seul titre, par Clarisse Agbegnenou qui remporte son troisième titre mondial. La France perd la deuxième place au profit de la Corée du Sud, pour la première fois depuis les mondiaux 2009.
Quatre combattants, Clarisse Agbegnenou, la Japonaise Chizuru Arai et ses compatriotes Naohisa Takatō et Abe Hifumi, conservent leur titre obtenu aux mondiaux 2017 de Budapest,. 22 pays obtiennent au moins une médaille et 39 voient un combattant terminer dans le Top 7. La compétition est disputée par 755 combattants représentant 124 nations.
L'Ukrainienne Daria Bilodid remporte la médaille d'or en moins de 48 kg à seulement 17 ans et devient la plus jeune judokate championne du monde. Nikoloz Sherazadishvili est premier judoka espagnol à obtenir un titre de champion du monde.
Pour la première fois, les deux équipes nationales de Corée sont réunies pour l'épreuve de la compétition par équipe mixte. Pour cela, les autres nations participantes ont accepté à l'unanimité que cette équipe bénéficie de la place de tête de série détenue par la Corée du Sud.

## Délégations
758 sportifs sont inscrits auprès de la Fédération internationale de judo pour participer aux compétitions individuelles. Ces 460 hommes et 298 femmes représentent 125 délégations.
| Liste des délégations par ordre alphabétique : total (hommes + femmes) | Liste des délégations par ordre alphabétique : total (hommes + femmes) | Liste des délégations par ordre alphabétique : total (hommes + femmes) | Liste des délégations par ordre alphabétique : total (hommes + femmes) |
| --- | --- | --- | ---------------------------------------------------------------------- |
| - Afghanistan 3 (3 + 0) - Afrique du Sud 2 (0 + 2) - Albanie 1 (1 + 0) - Algérie 2 (2 + 0) - Allemagne 17 (8 + 9) - Arabie saoudite 3 (3 + 0) - Argentine 5 (3 + 2) - Australie 11 (6 + 5) - Autriche 10 (5 + 5) - Azerbaïdjan 13 (9 + 4) - Bangladesh 4 (2 + 2) - Belgique 12 (6 + 6) - Bénin 2 (2 + 0) - Biélorussie 10 (8 + 2) - Bosnie-Herzégovine 3 (2 + 1) - Botswana 5 (5 + 0) - Brésil 18 (9 + 9) - Bulgarie 5 (4 + 1) - Burkina Faso 1 (1 + 0) - Burundi 4 (2 + 2) - Cameroun 7 (2 + 5) - Canada 13 (6 + 7) - Cap-Vert 4 (1 + 3) - Chili 3 (2 + 1) - Chine 18 (9 + 9) - Chypre 2 (2 + 0) - Colombie 3 (2 + 1) - Corée du Nord 7 (3 + 4) - Corée du Sud 18 (9 + 9) - Costa Rica 3 (2 + 1) - Côte d'Ivoire 3 (1 + 2) - Croatie 3 (1 + 2) - Cuba 10 (5 + 5) - Danemark 2 (0 + 2) - Équateur 4 (2 + 2) - Égypte 6 (6 + 0) - Émirats arabes unis 3 (3 + 0) - Espagne 13 (6 + 7) - Estonie 3 (3 + 0) - États-Unis 18 (9 + 9) - Fédération internationale de judo 1 (1 + 0) - Fidji 1 (1 + 0) | - Finlande 4 (2 + 2) - France 18 (9 + 9) - Gabon 4 (2 + 2) - Gambie 2 (2 + 0) - Géorgie 9 (9 + 0) - Ghana 2 (2 + 0) - Grèce 4 (3 + 1) - Guam 1 (1 + 0) - Guatemala 2 (1 + 1) - Guinée 4 (3 + 1) - Guinée-Bissau 1 (1 + 0) - Guyana 1 (1 + 0) - Haïti 2 (2 + 0) - Hong Kong 4 (2 + 2) - Hongrie 15 (7 + 8) - Iran 3 (3 + 0) - Irak 6 (6 + 0) - Irlande 2 (1 + 1) - Islande 2 (2 + 0) - Israël 13 (7 + 6) - Italie 9 (5 + 4) - Japon 18 (9 + 9) - Jordanie 3 (2 + 1) - Kazakhstan 17 (9 + 8) - Kirghizistan 9 (9 + 0) - Kosovo 4 (1 + 3) - Lettonie 3 (3 + 0) - Liban 3 (2 + 1) - Lituanie 3 (2 + 1) - Luxembourg 3 (3 + 0) - Madagascar 3 (1 + 2) - Malawi 4 (3 + 1) - Malte 1 (1 + 0) - Maroc 11 (6 + 5) - Mexique 1 (0 + 1) - Moldavie 6 (6 + 0) - Monaco 2 (2 + 0) - Mongolie 18 (9 + 9) - Monténégro 8 (8 + 0) - Mozambique 5 (4 + 1) - Nauru 2 (2 + 0) - Népal 5 (3 + 2) | - Niger 2 (2 + 0) - Norvège 1 (0 + 1) - Nouvelle-Zélande 3 (2 + 1) - Ouzbékistan 15 (9 + 6) - Pakistan 2 (2 + 0) - Panama 2 (0 + 2) - Pays-Bas 18 (9 + 9) - Pérou 5 (4 + 1) - Philippines 4 (2 + 2) - Pologne 16 (7 + 9) - Porto Rico 4 (2 + 2) - Portugal 15 (8 + 7) - Qatar 2 (2 + 0) - République démocratique du Congo 3 (3 + 0) - République dominicaine 4 (4 + 0) - République tchèque 10 (9 + 1) - Roumanie 6 (2 + 4) - Royaume-Uni 12 (3 + 9) - Russie 18 (9 + 9) - Salvador 1 (1 + 0) - Sénégal 6 (3 + 3) - Serbie 7 (5 + 2) - Seychelles 1 (1 + 0) - Slovaquie 6 (5 + 1) - Slovénie 13 (6 + 7) - Suède 5 (4 + 1) - Suisse 6 (4 + 2) - Syrie 1 (1 + 0) - Tadjikistan 9 (9 + 0) - Taipei chinois 2 (1 + 1) - Tchad 1 (0 + 1) - Togo 2 (2 + 0) - Tunisie 4 (2 + 2) - Turquie 10 (6 + 4) - Ukraine 15 (9 + 6) - Uruguay 1 (1 + 0) - Venezuela 4 (1 + 3) - Viêt Nam 2 (0 + 2) - Yémen 3 (3 + 0) - Zambie 2 (2 + 0) - Zimbabwe 2 (2 + 0) |                                                                        |

## Podiums

### Femmes
| Épreuves                          | Or                  | Argent              | Bronze                                 |
| --------------------------------- | ------------------- | ------------------- | -------------------------------------- |
| Moins de 48 kg Poids super-légers | Daria Bilodid       | Funa Tonaki         | Otgontsetseg Galbadrakh Paula Pareto   |
| Moins de 52 kg Poids mi-légers    | Uta Abe             | Ai Shishime         | Érika Miranda Amandine Buchard         |
| Moins de 57 kg Poids légers       | Tsukasa Yoshida     | Nekoda Smythe-Davis | Christa Deguchi Dorjsürengiin Sumiyaa  |
| Moins de 63 kg Poids mi-moyens    | Clarisse Agbegnenou | Miku Tashiro        | Tina Trstenjak Juul Franssen           |
| Moins de 70 kg Poids moyens       | Chizuru Arai        | Marie-Ève Gahié     | Yuri Alvear Yoko Ono                   |
| Moins de 78 kg Poids mi-lourds    | Shori Hamada        | Guusje Steenhuis    | Marhinde Verkerk Aleksandra Babintseva |
| Plus de 78 kg Poids lourds        | Sarah Asahina       | Idalys Ortíz        | Larisa Cerić Kayra Sayit               |

### Hommes
| Épreuves                          | Or                      | Argent              | Bronze                                     |
| --------------------------------- | ----------------------- | ------------------- | ------------------------------------------ |
| Moins de 60 kg Poids super-légers | Naohisa Takatō          | Robert Mshvidobadze | Amiran Papinashvili Ryuju Nagayama         |
| Moins de 66 kg Poids mi-légers    | Hifumi Abe              | Yerlan Serikzhanov  | An Baul Heorhiy Zantaraya                  |
| Moins de 73 kg Poids légers       | An Chang-rim            | Soichi Hashimoto    | Mohammad Mohammadi Hidayat Heydarov        |
| Moins de 81 kg Poids mi-moyens    | Saeid Mollaei           | Sōtarō Fujiwara     | Alexander Wieczerzak Vedat Albayrak        |
| Moins de 90 kg Poids moyens       | Nikoloz Sherazadishvili | Iván Felipe Silva   | Kenta Nagasawa Axel Clerget                |
| Moins de 100 kg Poids mi-lourds   | Cho Gu-ham              | Varlam Liparteliani | Niyaz Ilyasov Lkhagvasürengiin Otgonbaatar |
| Plus de 100 kg Poids lourds       | Guram Tushishvili       | Uşangi Kokauri      | Hisayoshi Harasawa Duurenbayar Ulziibayar  |

### Par équipes
| Épreuves | Or | Or | Argent | Argent | Bronze | Bronze |
| -------- | --- | --- | --- | --- | --- | --- |
| Mixte    | Japon Chizuru Arai Sarah Asahina Hisayoshi Harasawa Soichi Hashimoto Shoichiro Mukai Kenta Nagasawa Yusei Ogawa Yoko Ono Akira Sone Momo Tamaoki Arata Tatsukawa Tsukasa Yoshida | Japon Chizuru Arai Sarah Asahina Hisayoshi Harasawa Soichi Hashimoto Shoichiro Mukai Kenta Nagasawa Yusei Ogawa Yoko Ono Akira Sone Momo Tamaoki Arata Tatsukawa Tsukasa Yoshida | France Cyrille Maret Priscilla Gneto Guillaume Chaine Marie-Eve Gahié Axel Clerget Anne-Fatoumata M'Bairo Benjamin Axus Hélène Receveaux Aurélien Diesse Clarisse Agbegnenou Alexandre Iddir Audrey Tcheuméo | France Cyrille Maret Priscilla Gneto Guillaume Chaine Marie-Eve Gahié Axel Clerget Anne-Fatoumata M'Bairo Benjamin Axus Hélène Receveaux Aurélien Diesse Clarisse Agbegnenou Alexandre Iddir Audrey Tcheuméo | Russie Kamila Badurova Kseniia Chibisova Anzhela Gasparian Natalia Golomidova Denis Yartsev Mikhail Igolnikov Khusen Khalmurzaev Anastasiia Konkina Musa Mogushkov Alena Prokopenko Inal Tasoev Kazbek Zankishiev | Corée unifiée An Baul An Chang-rim Ahn Joon-sung Cho Gu-ham Choi In-hyuk Gwak Dong-han Han Mi-jin Jeong Hye-jin Kim Chol-gwang Kim Ji-jeong Kim Ji-su Kim Jin-a Kim Min-jong Kim Min-jeong Kwon Sun-yong Kwon You-jeong Lee Seung-su Ri Hyo-sun |

## Tableau des médailles
- Pays organisateur (Azerbaïdjan)

| Rang  | Nation             | Or | Argent | Bronze | Total |
| ----- | ------------------ | -- | ------ | ------ | ----- |
| 1     | Japon              | 8  | 5      | 4      | 17    |
| 2     | Corée du Sud       | 2  | 0      | 1      | 3     |
| 3     | France             | 1  | 2      | 2      | 5     |
| 4     | Géorgie            | 1  | 1      | 1      | 3     |
| 5     | Iran               | 1  | 0      | 1      | 2     |
| 5     | Ukraine            | 1  | 0      | 1      | 2     |
| 7     | Espagne            | 1  | 0      | 0      | 1     |
| 8     | Cuba               | 0  | 2      | 0      | 2     |
| 9     | Russie             | 0  | 1      | 3      | 4     |
| 10    | Pays-Bas           | 0  | 1      | 2      | 3     |
| 11    | Azerbaïdjan        | 0  | 1      | 1      | 2     |
| 11    | Kazakhstan         | 0  | 1      | 1      | 2     |
| 13    | Grande-Bretagne    | 0  | 1      | 0      | 1     |
| 14    | Mongolie           | 0  | 0      | 3      | 3     |
| 15    | Turquie            | 0  | 0      | 2      | 2     |
| 16    | Allemagne          | 0  | 0      | 1      | 1     |
| 16    | Argentine          | 0  | 0      | 1      | 1     |
| 16    | Bosnie-Herzégovine | 0  | 0      | 1      | 1     |
| 16    | Brésil             | 0  | 0      | 1      | 1     |
| 16    | Canada             | 0  | 0      | 1      | 1     |
| 16    | Colombie           | 0  | 0      | 1      | 1     |
| 16    | Corée unifiée      | 0  | 0      | 1      | 1     |
| 16    | Slovénie           | 0  | 0      | 1      | 1     |
| Total | Total              | 15 | 15     | 30     | 60    |